# NGC 4524
NGC 4524 is een spiraalvormig sterrenstelsel in het sterrenbeeld Raaf. Het hemelobject werd op 9 maart 1828 ontdekt door de Britse astronoom John Herschel.

## Synoniemen
- MCG -2-32-14
- IRAS12312-1145
- PGC 41757